# Wendy Barranco
Wendy Barranco (estat de Morelos, 1985) és un ex-militar i pacifista estatunidenca d'origen mexicà. Estudiant de Medicina, combaté amb les Forces Armades dels Estats Units d'Amèrica a la Guerra d'Iraq, i portaveu de l'organització pacifista Veterans d'Iraq contra la Guerra (en anglès: Iraq Veterans Against The War, IVAW).
Nasqué en un indret de l'estat de Morelos l'any 1985. El 1989, amb quatre anys i després de la mort de sa mare, emigrà il·legalment als Estats Units on s'establí a Los Angeles. L'any 2003, als disset anys, al darrer any de secundària, com a via de "integració" se li oferí allistar-se a l'exèrcit i formar-se com a soldat i infermera de combat. Un cop completada la formació se l'assignà al Centre Mèdic Militar Madigan (Tacoma, estat de Washington) en una clínica de medicina interna. L'octubre de 2005 fou enviada a la base d'operacions Speicher a Tikrit (Iraq), on estigué fins al 2006. Tant durant la seva etapa de formació com en la destinació patí assetjament i abusos sexuals. De tornada als Estats Units, s'incorporà a l'organització Veterans d'Iraq contra la Guerra (IVAW) i començà la seva tasca com a activista de resistència a la guerra, antimilitarista, pacifista i a favor del dret de les dones, els immigrants i per la justícia social. Difon els costos de la guerra i dona suport a les víctimes del trauma sexual militar. També començà els seus estudis de Medicina.